# 桃山発電所

1919年（大正8年）から1939年（昭和14年）にかけて存在した大同電力による木曽川水力発電事業の経緯と発電所位置図

桃山発電所（ももやまはつでんしょ）は、長野県木曽郡上松町荻原にある関西電力株式会社の水力発電所である。木曽川本川にある発電所の一つ。
形式は水路式発電所で、最大出力2万5,600キロワットにて運転されている。1923年（大正12年）に運転を開始した。

## 設備構成
桃山発電所は導水路により落差を得て発電する水路式発電所である。最大使用水量37.57立方メートル毎秒・有効落差79.55メートルにより最大2万5,600キロワットを発電する。
取水堰は1か所あり、その高さ（堤高）は7.27メートル、長さ（頂長）は85.46メートル。堰のゲートは3門の土砂吐のみで、右端に設置。堰右端にはゲートのほか魚道も備わる。取水口も取水堰右岸にあり、上松発電所（1947年建設）にも直結して取水している。沈砂池は1か所設置。
取水口から上部水槽につながる導水路は総延長4,305メートル。全区間がトンネルで構成されており、1,200分の1の勾配がついている。水槽から水車発電機へと水を落とす水圧鉄管は、長さ203メートルのものを2条設置。水車発電機は2組あり、水車は立軸単輪単流渦巻フランシス水車を採用、発電機は容量1万4,300キロボルトアンペア・周波数60ヘルツのものを備える。
発電所建屋は鉄筋コンクリート構造2階建てで、総面積は629.8平方メートル。

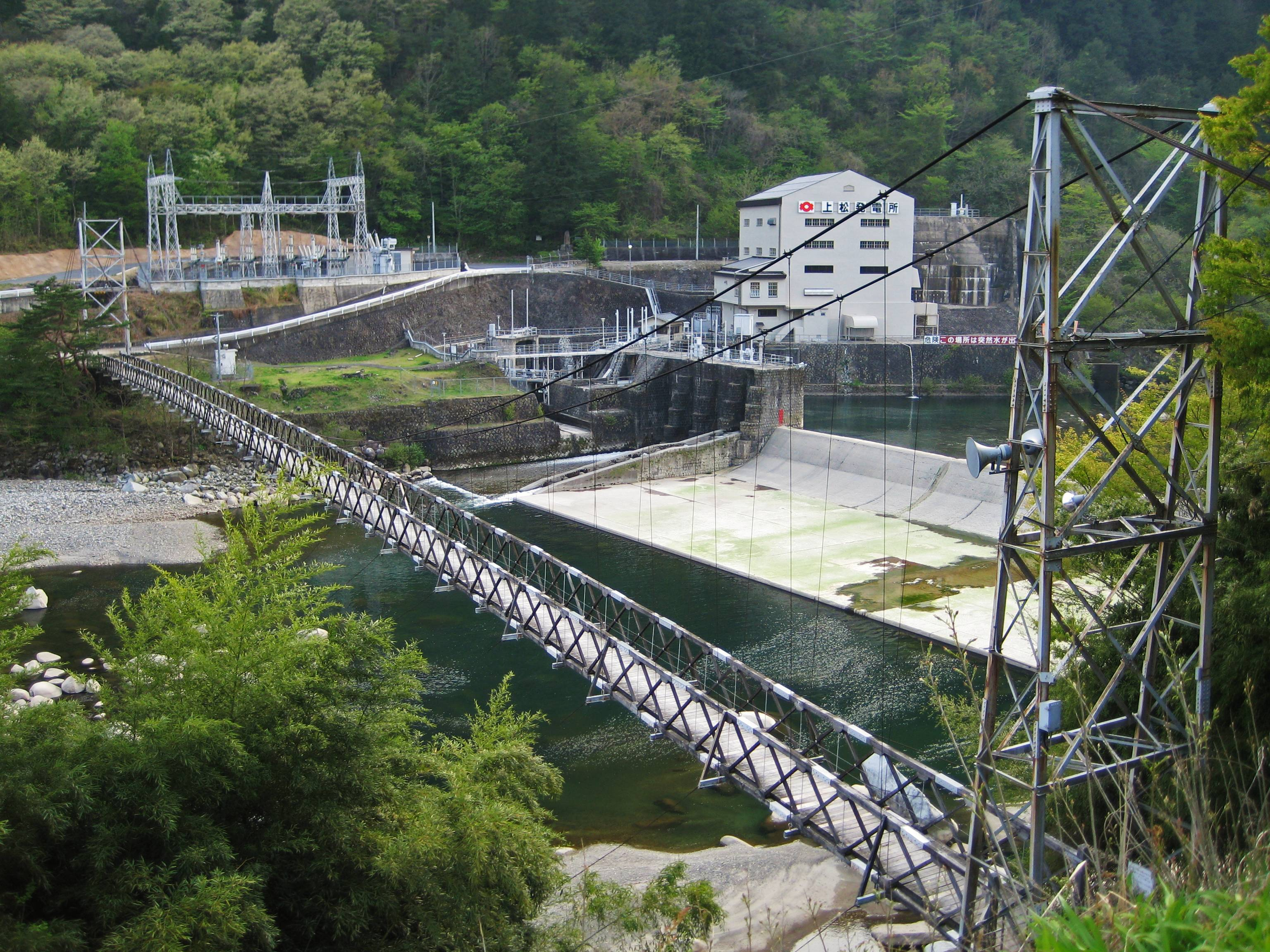
桃山発電所取水堰と上松発電所

## 歴史

### 水利権の獲得

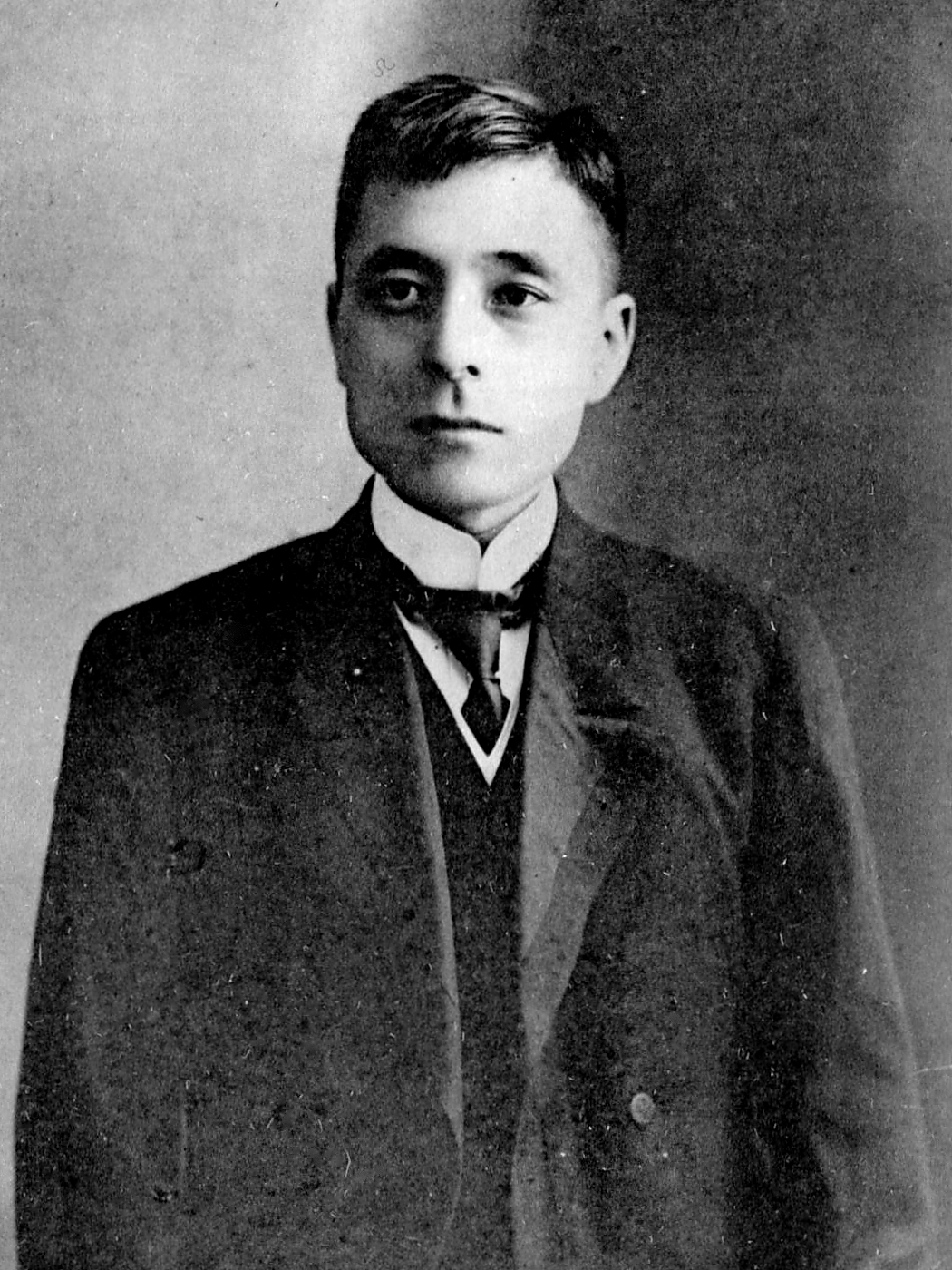
名古屋電灯・木曽電気製鉄・大同電力社長福澤桃介

桃山発電所付近にて最初に水利権を獲得したのは関清英を代表とするグループで、その許可は1907年（明治40年）4月にさかのぼる。この水利権は翌1908年（明治41年）3月に名古屋電力（当時木曽川八百津発電所を建設中）へと譲渡され、さらに合併によって1910年（明治43年）10月、明治・大正期における名古屋市の電力会社名古屋電灯に引き継がれた。「駒ヶ根」地点と呼ばれたこの水利権は、木曽川のうち福島町（現・木曽町）から駒ヶ根村（現・上松町）を経て大桑村へ至る区間が引用区間であったが、1910年7月の計画見直しで「駒ヶ根」と「大桑」の2地点に分割された。
水利権の獲得程度に留まっていた木曽川中流部の開発計画が具体化されるのは、後年「電力王」と呼ばれた実業家福澤桃介が名古屋電灯の経営を掌握してからである。「駒ヶ根」地点については、まず1915年（大正4年）10月、使用水量を既許可の500立方尺毎秒（13.81立方メートル毎秒）から800立方尺毎秒（22.26立方メートル毎秒）へと増加する申請を行う。さらに翌1916年（大正5年）6月には引用区間を見直して「駒ヶ根」地点を「大桑第一」地点へと改め、設計変更を出願した。そして1917年（大正6年）11月、使用水量800立方尺毎秒にて「大桑第一」地点の水利権許可を得た。
水利権の許可後、1918年（大正7年）9月に名古屋電灯から開発部門が木曽電気製鉄（後の木曽電気興業）として独立したため、「大桑第一」地点の水利権も同社へと移されている。さらに1921年（大正10年）2月、木曽電気興業は合併によって大同電力となった。大同電力による実施計画策定の過程で、「大桑第一」地点は水路が長くなりすぎるとして上流の「駒ヶ根」地点と下流の「須原」地点に再分割され、さらに「駒ヶ根」地点については途中に名勝寝覚の床を挟むため上流を「寝覚」地点、下流を「桃山」地点として細分化された。

### 発電所建設と東西融通
「桃山」地点の開発は1922年（大正11年）に実行に移され、同年8月桃山発電所が着工された。発電所名は当時の大同電力社長福澤桃介の名前にちなむ。翌1923年（大正12年）に竣工、11月7日に通水の認可が下り、2台の発電機のうち1台が11月25日付で使用認可が下りたため運転を開始した。残り1台も12月24日付で使用認可が下りて運転を開始している。主要機器はいずれも輸入品であり、水車はスイス・エッシャーウイス製、発電機および変圧器はアメリカ合衆国のウェスティングハウス・エレクトリック製のものを備える。当初の最大使用水量は1,300立方尺毎秒（36.17立方メートル毎秒）で、発電所出力は2万3,100キロワットであった。
送電線は関西への送電用に、既設須原発電所との間を結ぶ路線が1923年11月に架設された。さらに翌1924年（大正13年）1月には、関東地方への送電用に、東京電灯の送電線に接続する塩尻までの路線も建設されている。関東地方は50ヘルツ、関西地方は60ヘルツと周波数が異なるが、桃山発電所は東西双方への送電に対応するよう、50・60ヘルツ両方で運転可能な水車・発電機が導入された。こうした設備は日本で最初の試みであった。
完成後まもなく関東への送電が増加したため、50ヘルツ供給力の増強ならびに東西電力融通を図るべく、発電所構内に周波数変換器が2台設置された。大同電力では桃山発電所の発生電力とこの周波数変換器による電力の合計約5万キロワットを自由に東西双方向へ融通できるようになり、例えば関東で渇水が発生した場合には契約以上の電力を同方面へ送電し、逆に関東で余剰電力が生じた場合にはこれを大同電力で買い戻して火力発電の代替として関西へと送電する、といった運用が可能になった。

### 建設後の変遷
1932年（昭和7年）7月に洪水被害のため下流須原発電所の取水堰が崩壊した際、取水堰を廃止して須原発電所取水口を桃山発電所放水口に直結するという形で復旧工事が実施された。また1934年（昭和9年）4月には、設備に余力があるため使用水量を1,350立方尺毎秒（37.57立方メートル毎秒）へと増量とする許可を得た。翌年5月、発電所出力が2万4,600キロワットへと引き上げられている。
1939年（昭和14年）4月1日、電力国家管理の担い手として国策電力会社日本発送電が設立された。同社設立に関係して、大同電力は「電力管理に伴う社債処理に関する法律」第4条・第5条の適用による日本発送電への社債元利支払い義務継承ならびに社債担保電力設備（工場財団所属電力設備）の強制買収を前年12月に政府より通知される。買収対象には桃山発電所など14か所の水力発電所が含まれており、これらは日本発送電設立の同日に同社へと継承された。
日本発送電出資後の1944年（昭和19年）3月、2台あった周波数変換器の撤去工事が施工された。撤去は50ヘルツ・60ヘルツ両用設備を持つ寝覚発電所や常盤発電所などが周囲に完成し使用機会がなくなったためで、撤去された変換器は1号機が山口県の彦島変電所へ、2号機が福岡県の名島火力発電所へとそれぞれ移設されている。
太平洋戦争後、1951年（昭和26年）5月1日実施の電気事業再編成では、桃山発電所はほかの木曽川の発電所とともに供給区域外ながら関西電力へと継承された。日本発送電設備の帰属先を発生電力の主消費地によって決定するという「潮流主義」の原則に基づき、木曽川筋の発電所が関西電力所管となったことによる。

### 木曽発電所による再開発

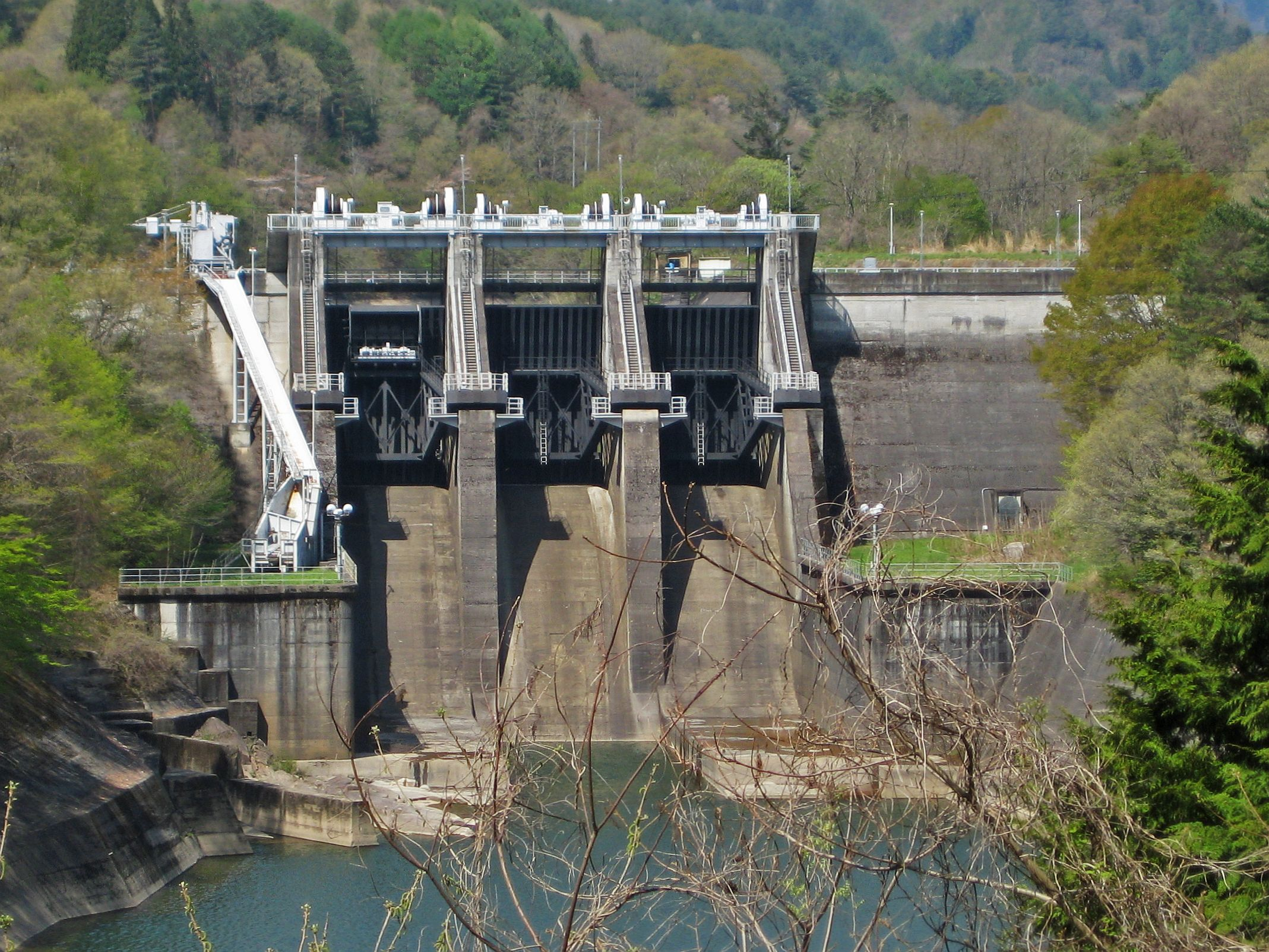
木曽ダム

関西電力発足後、木曽川中流部においては再開発が進められ、下流側から山口発電所（1957年）・読書第二発電所（1960年）が相次いで建設された。これに続いて、中流部の水路式発電所5か所（寝覚・上松・桃山・須原・大桑）に関する再開発が計画され、この区間における河川利用率を向上させるとともに尖頭負荷発電所として運用させるべく、木曽ダムならびに木曽発電所（出力11万6,000キロワット）の建設が進められ、1968年（昭和43年）に竣工した。ダムは木曽川との合流点直上の王滝川に位置し、水路は既設発電所群の水路の山側（西側）を通り地下式の木曽発電所を経て大桑発電所直上に設けられた放水口に至る。
その後1990年代に入ると、木曽川水系の発電所では1992年度より老朽化設備のリフレッシュ工事が始められ、その一環として桃山発電所においても1994年（平成6年）6月に更新工事が竣工、使用水量は従前と同一ながら発電所出力が1,000キロワット増強された。改修後の水車は三菱重工業製、発電機は三菱電機製で、双方とも60ヘルツ専用である。更新以後、発電所出力は2万5,600キロワットとなっている。